# Ingrid Bøe Jacobsen
Ingrid Sofie Bøe Jacobsen (ur. 6 stycznia 1992) – norweska kolarka górska i szosowa, dwukrotna medalistka mistrzostw świata MTB oraz zdobywczyni Pucharu Świata.

## Kariera
Pierwszy międzynarodowy sukces w karierze Ingrid Bøe Jacobsen osiągnęła 23 maja 2014 roku, kiedy zajęła trzecie miejsce w zawodach Pucharu Świata w kolarstwie górskim w Novym Měscie. Wyprzedziły ją tam tylko Szwedka Alexandra Engen oraz Kathrin Stirnemann ze Szwajcarii. W sezonie 2014 jeszcze raz stanęła na podium - 22 sierpnia w Méribel ponownie była trzecia. W klasyfikacji końcowej zajęła ostatecznie czwarte miejsce. Podczas mistrzostw świata w Pietermaritzburgu w 2013 roku zajęła ósmą pozycję w eliminatorze. W tej samej konkurencji wywalczyła brązowy medal na rozgrywanych rok później mistrzostwach świata w Lillehammer. W zawodach tych lepsze były tylko dwie Szwajcarki: Kathrin Stirnemann i Linda Indergand.
Jacobsen startuje także w wyścigach szosowych, jest między innymi kilkukrotną medalistką mistrzostw Norwegii w kategorii juniorek.